# Desmodium gracillimum
Desmodium gracillimum là một loài thực vật có hoa trong họ Đậu. Loài này được Hemsl. miêu tả khoa học đầu tiên.